# La pulga en la oreja
 La pulga en la oreja es una película de Argentina filmada en Eastmancolor dirigida por Pancho Guerrero según su propio guion escrito en colaboración con el guion de José Dominiani según la obra de Georges Feydeau que se estrenó el 6 de agosto de 1981 y que tuvo como actores principales a Zulma Faiad, Tristán, Ignacio Quirós, Cristina del Valle y Enrique Liporace.
Sobre la misma obra de teatro hay una versión fílmica franco-norteamericana titulada A flea in her ear ( Una pulga en su oreja ) dirigida por Jacques Charon en 1968 con la actuación de Rex Harrison.

## Sinopsis
A raíz de una pieza de ropa interior olvidada un solterón que vive con sus tíos tiene una serie de enredos.

## Reparto
- Zulma Faiad ... Raimiunda
- Tristán ... Camilo
- Ignacio Quirós ... Víctor Manuel Chamizo / Pocho
- Cristina del Valle ... Luciana
- Enrique Liporace ... Dr. Finade
- Cacho Espíndola ... Bronquetti
- Adolfo García Grau ... Dueño de la maison
- Camila Perissé ... Antonieta
- Nathán Pinzón ... Hombre en cama
- Alberto Irízar ... Manolo
- Edda Bustamante ... Olimpia
- Hugo Mugica
- Ludovica Squirru ... Mujer en maison con robot

## Comentarios
Esquiú escribió:

«Mala, muy mala. De esas películas que terminan ahuyentando al público.»

La Prensa escribió:

«La versión que nos ocupa es un verdadero desafío al comentario erótico. Pocas veces en el cine argentino se han reunido tanta cantidad de y calidad de incompetencias…La suma de estos elementos, resta calidad al producto.»

Daniel López en Convicción opinó:

« Georges Feydeau ha sido asesinado este año por el cine argentino.»